# Hwanghae-namdo
Hwanghae-namdo (Süd-Hwanghae) ist eine Provinz in Nordkorea. Sie entstand 1954 durch die Teilung der Provinz Hwanghae-do in Hwanghae-pukto und Hwanghae-namdo. Die Hauptstadt der Provinz ist Haeju.

## Geographie
Die Provinz grenzt im Süden an Südkorea, im Westen an das Gelbe Meer, im Norden an die Provinz P’yŏngan-namdo und im Osten an die Provinz Hwanghae-pukto.

## Verwaltungsgliederung

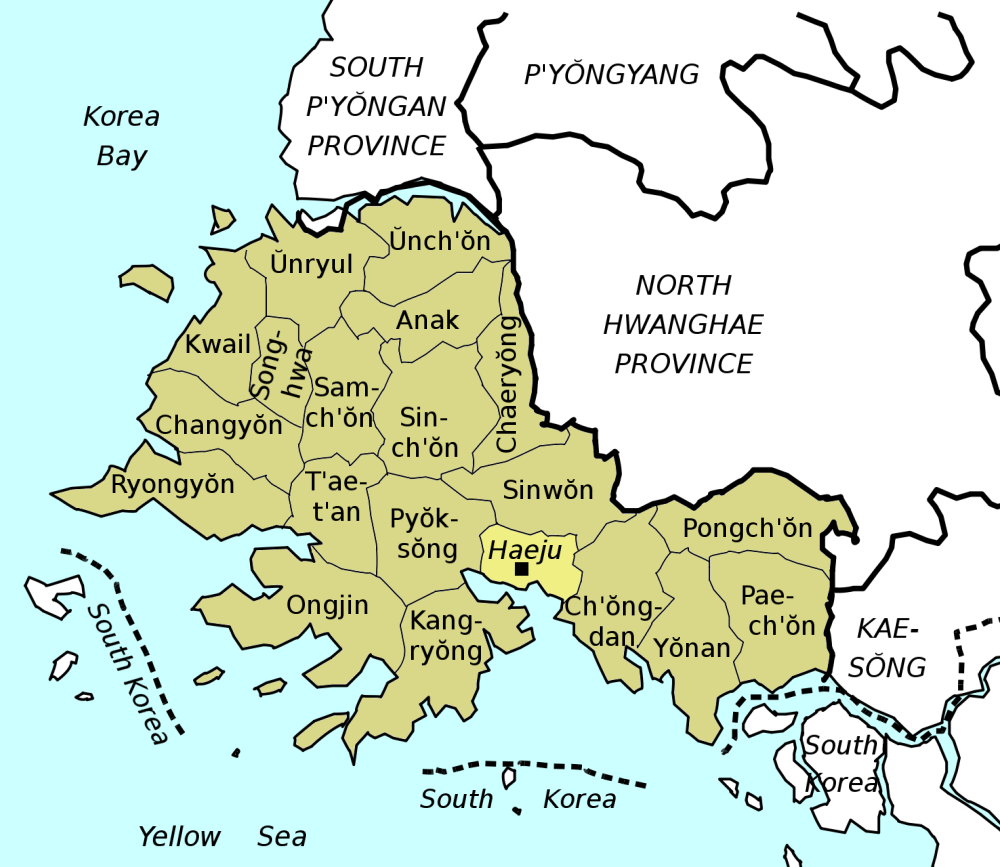
Verwaltungsgliederung der Provinz

Die Provinz Hwanghae-namdo gliedert sich in eine Stadt und 19 Landkreise.

### Stadt
- Haeju-si (해주시; 海州市)

### Landkreise
- Anak-gun (안악군; 安岳郡)
- Paekch'ŏn-gun (백천군; 白川郡)
- Pongch'ŏng-gun (봉천군; 峰泉郡)
- Pyŏksŏng-gun (벽성군; 碧城郡)
- Chaeryŏng-gun (재령군; 載寧郡)
- Changyŏn-gun (장연군; 長淵郡)
- Ch'ŏngdan-gun (청단군; 靑丹郡)
- Kangryŏng-gun (강령군; 康翎郡)
- Kwail-gun (과일군; 瓜飴郡)
- Ongjin-gun (옹진군; 甕津郡)
- Samch'ŏn-gun (삼천군; 三泉郡)
- Sinch'ŏn-gun (신천군; 信川郡)
- Sinwŏn-gun (신원군; 新院郡)
- Songhwa-gun (송화군; 松禾郡)
- T'aet'an-gun (태탄군; 苔灘郡)
- Ŭnryul-gun (은률군; 殷栗郡)
- Ŭnch'ŏn-gun (은천군; 銀泉郡)
- Yŏnan-gun (연안군; 延安郡)
- Ryongyŏn-gun (룡연군; 龍淵郡)

## Wirtschaft
Hwanghae-namdo wird durch das Kohlekraftwerk Pukchang in der Nachbarprovinz P’yŏngan-namdo mit Elektrizität versorgt.